# Xxx홀릭
xxx홀릭(xxxHolic)은 클램프에서 주간 영 매거진에 연재하고 있는 만화이자 이를 원작으로 한 애니메이션이다. 또한 니시오 이신이 소설로 《xxx홀릭 언아더 홀릭 랜드루트 환 에어로졸》을 발표하였다.

## 개요
대가만 지불하면 어떤 소원도 들어주는 여주인 ‘이치하라 유코’의 가게에, 고민을 안고 있는 여러 손님이 차례차례 방문한다. 비일상적인 존재 및 세계관을 배경으로, 인간의 내면을 그린 오컬트 판타지 만화. 2009년 9월 14일 발매처인 주간 영 매거진 42호부터 《×××HOLiC·롱》으로 제목을 바꿔 새로 연재중.
비슷한 시기에 《주간 영 매거진》에 《츠바사 -RESERVoir CHRoNiCLE-》이 교차 연재되었기 때문에, 그 영향을 받아 《츠바사》에 이치하라 유코 일행이 등장하고 있으며, 반대로 《츠바사》의 샤오랑 일행들도 이따금 이 작품에 등장한다. 다만 애니화가 진행되면서 제작사 및 스폰서가 달라 TV판에는 《츠바사》의 캐릭터가 등장하지 않았다.
2005년 8월 20일에는 본작품을 원작으로 하는 극장판 《xxxHOLiC 한 여름 밤의 꿈》이 공개되었다. 그 후, TV 애니메이션이 TBS에서 2006년 4월 6일부터 10월 21일까지 방송되었으며 제2기도 마찬가지로 TBS에서 2008년 4월 3일부터 6월 26일까지 《XXXHOLiC◆계》라는 타이틀로 방송되었다. 또한, 13권의 첫회 한정판에는 류키시 07과 오오카와 나나세가 각본을 담당한 오리지널 드라마 CD가 동봉되었으며 14권·15권에는 《츠바사》와 연계한 《XXXHOLiC》전·후편의 오리지널 애니메이션 DVD가 발매되었다. 제16권에도 애니메이션 속편이 발매될 예정.
제목의 ‘holic’은, 영어로 ‘중독’을 의미한다.

## 줄거리
‘요괴’가 보이는 고교생 와타누키는, 어느날 소원을 들어주는 가게의 주인인·이치하라 유코와 만난다. 유코는 '요괴'가 다가오지 않게 해 주는 대신에, 대가를 치르라며 반 강제적으로 아르바이트를 시킨다. 이후 평범한 일상을 지내오던 와타누키는 고민을 안고 찾아오는 손님들을 만나면서 일상적이면서도 일상적이지 않은 기괴한 사건을 겪게 된다.

## 캐릭터
이치하라 유코
성우: 오오하라 사야카 / 양정화
'소원'을 이루어주는 가게의 미녀 점주(店主), 성격은 마이페이스적에 살짝 교활한 전형적인 누님 계열 캐릭터, 하지만 진지할 때는 주위 사람들이 오싹하게 느낄 정도로 신비로우면서도 어두운 분위기를 풍긴다. 신비한 마력을 이용해 사람들의 '소원'을 듣고 그걸 이뤄주는 일을 하고 있으며 일을 받았을 때 받은 대가를 중요시한다. 일상 속에 섞인 괴이한 일들에 대한 이유들을 모조리 꿰고 있으며 와타누키의 과거를 알고 있다. 술과 음식을 좋아하며 엄청난 대식가이자 주당가이기도 하다. 게다가 특촬물과 변신소녀물을 좋아하는 오타쿠적인 면모를 보이기도 한다. 카페에도 가입한 모양이다.
와타누키 키미히로
성우 : 후쿠야마 쥰 / 엄상현
이름(四月一日 君尋) 그대로 4월 1일생, 요괴가 보이고 요괴를 끌어당기는 힘을 가진 고교생. 요괴들이 더 이상 자신들에게 꼬이지 않게 해달라는 '소원'을 실현시키기 위해, 그 대가로 유코의 가게에서 일하게 되고 괴이한 사건에 휘말리면서 자신에게 감추어진 엄청난 과거와 운명을 향해 한발짝씩 나아간다. 후에 유코가 와타누키에 대해 알려주는데 그의 성은 와타누키의 부모님이 깃들게 해준 부적이며 키미히로라는 이름은 부모님이 훗날 와타누키에 대한 약속이라고 밝혀졌다. ( '와타누키'의 또 다른 뜻은 '옷에서 솜을 빼고 입는다'란 뜻으로 옛날 병이나 악한 귀신으로부터 아이를 지키기 위한 전통 풍습이며, '키미히로'를 단어로 풀이하면 '키미=너를, 히로=찾아간다'라고 풀이된다. )
도메키 시즈카
성우 : 나카이 카즈야 / 송준석
와타누키의 클래스 메이트, 와타누키와는 사사건건 다툰다. 하지만 이런저런 사건을 겪으면서 점차 와타누키와 내면적으로 가까워진다. 와타누키와는 달리 요괴들을 쫓아내는 힘을 가지고 있어서 도메키 본인도 영력은 높지만 정작 요괴들이나 귀신같은 것들을 보지는 못한다, 물론 유코의 가게를 보지도 못하고 들어오지도 못함. 그래서 와타누키가 도메키와 같이 있으면 요괴들이 꼬이지를 않는다. 절집의 손자이며 할아버지가 주지스님이자 '퇴마사'였다고 한다. 하지만 거미줄 사건으로 인해 와타누키와 눈을 공유하게 되면서 도메키도 귀신이 보이게 되고 히마와리 사건으로 인해 유코의 가게에 들어올수 있게 된다.
쿠노기 히마와리
성우 : 이토 시즈카 / 문남숙
와타누키가 짝사랑하고 있는 언제나 웃는 얼굴의 여자 아이. 하지만 그 웃음뒤엔 무언가 거대한 것이 숨어있다. 유코는 와타누키가 히마와리에 대해 언급했을 때 '히마와리는 너의 수호천사나 뭐 그런 존재는 아닐거야."라고 답하면서 와타누키에게 뜻 모를 의구심을 품게 했다. 하지만 시간이 지나면서 점점 지금까지의 모든 사건이나 소동의 배경엔 항상 히마와리가 곁에 있었을 때라는 걸 기억해 낸 와타누키는 히마와리에게 아주 조금 의구심을 품게 된다. 결국 히마와리의 불가사의한 힘 때문에 와타누키가 2층 창문에서 떨어지는 사고를 겪게 되고, 그 후에 히마와리는 이제 알았냐면서 와타누키에게 자신의 '존재해서는 안 될 능력'에 대해 설명해준다. 그녀의 능력은 그녀의 주변 사람들, 혹은 그녀와 관계된 사람들을 전부 다 불행하게 만들어 죽음으로 몰아가는 능력이었던 것, 그러나 와타누키는 히마와리에게 끝까지 사랑의 감정을 잃지 않았고, 결국 둘은 다시 친구가 된다.
마루&모로
성우: 코지마 카즈코&모치즈키 히사요 / 이민하&유상우
유코의 가게에 살고 있는 수수께끼의 소녀들. 긴 하늘색 머리에 검은색 옷을 입고 있는 것이 마루, 짧은 분홍색 단말머리에 흰 옷을 입고 있는 쪽이 모로. 본명은 '마루다시'와 '모로다시'. 혼이 없기 때문에 그들을 보거나 만질 수 없는 사람들도 많다. 또한 가게 밖으로 나갈 수 없다. 유코를 주인님이라 부르며 유코와 와타누키를 돕는다.
모도키(검은 모코나)
성우: 키쿠치 미카 / 김희선(1기), 김성연(2기)
유코와 크로우 리드가 만들어 낸 두 마리의 모코나 중 한마리. 일반적으로 작품 안에서는 '모코나'라 불린다. 사랑스러운 모습과 달리 상당한 주당이다. 순진한 성격이지만 못된 장난을 좋아하고 때로는 거친 말을 하기도 한다.
츠유리 코하네
성우: 히다카 리나 / 장경희
TV에도 자주 나올 정도로 잘 알려진 영감 소녀. 우연한 계기로 와타누키와 만나서 친해지게 된다.

## 영화
- 〈한 여름밤의 꿈〉
  - 줄거리 - 어느 날 유코에게 이상한 초대장이 동봉된다. 그리고 그와 동반해 가게에 자신의 집에 들여보내달라는 여자가 손님으로 찾아온다. 이상한 기운을 감지한 유코는 와타누키, 도메키와 함께 편지의 주인이 살고 있다는 그 여자손님의 괴상한 저택으로 온다.

## TV 애니메이션
- 1기 - xxxHOLiC
- 2기 - xxxHOLiC 계

## 오리지널 애니메이션 DVD

### xxxHOLiC 춘몽기
《xxxHOLiC 춘몽기》
단행본 14권 (2009년 2월 17일 발매), 단행본 15권 (2009년 6월 23일 발매) 초회한정판에 동봉된 신작 전후편 OAD. 동시기획된 《츠바사 춘뢰기》도 병행하여 진행한다.

### xxxHOLiC 롱
《xxxHOLiC 롱》
단행본 16권으로부터 10년 후의 내용으로 나오는 OAD 롱 , 4월 23일에 나와있다. 지금 춘몽기 공식 홈페이지가 롱 공식 홈페이지로 바뀌어 있다.
17권이 일본에서 같이 출시되었다.
- 줄거리 - 유코가 어둠 속으로 사라진 뒤 와타누키는 유코의 가게를 맡아 지키며 유코를 기다리고 있었다. 이미 적지 않은 세월이 흘러 도메키는 대학 교수의 조수로 일하고 코하네도 대학생이 되었지만, 와타누키의 모습만은 여전히 변함이 없었다. 그러던 어느날 민속학 교수와 함께 어떤 할머니의 유품을 보러 갔던 도메키는 자신이 목격한 신비한 현상에 대해 와타누키에게 의논한다. 민속학적으로 가치가 있는 유품들 속에는 대롱여우의 모습이 그려진 그림들이 있었기에 그냥 넘길 수 없었던 것이다. 대롱여우의 그림을 남기고 죽은 할머니, 할머니가 사망한 뒤로 이상한 행동을 보이는 손녀딸... 이 사건 속에서 와타누키에게 보내지는 메시지는 과연...!?

### 스탭
- 원작: CLAMP
- 기획: 針生雅行,伊香淳一
- 시리즈 구성: 오오카와 나나세(CLAMP)
- 캐릭터 디자인/총작화 감독: 키세 카즈치카
- 미술감독: 오구라 히로마사
- 미술감독: 아라이 카즈히로
- 소품설정: 우에타 미노루
- 색채설정: 사토 마유미
- 촬영감독: 코니시 요헤이
- 편집: 우에마츠 쥰이치
- 음향감독: 와카바야시 카즈히로
- 음악: S.E.N.S. Project
- 프로듀서: 마츠시타 타쿠야, 아미카와 쥰이치
- 애니메이션 프로듀서: 카와구치 토오루
- 애니메이션 제작: 프로덕션 I.G
- 감독: 미즈시마 츠토무
- 제작: 코단샤

### 주제가
- 오프닝 테마 "sofa"

작사·작가: 스가 시카오 편곡:亀田誠冶 노래:스가 시카오
- 엔딩 테마 "CHERISH"

작사: AZU+eiliysh 작곡: KAZUHIKO MAEDA 편곡: TOHRU WATANABE & KAZUHIKO MAEDA 노래: AZU

## DVD
극장판
- xxxHOLiC 한여름 밤의 꿈 2006년 2월 25일

TV 애니메이션 1기
- 제 1 권 2006년 7월 26일
- 제 2 권 2006년 8월 23일
- 제 3 권 2006년 9월 20일
- 제 4 권 2006년 10월 25일
- 제 5 권 2006년 11월 22일
- 제 6 권 2006년 12월 20일
- 제 7 권 2007년 1월 24일
- 제 8 권 2007년 2월 21일

TV 애니메이션 2기
- 제 1 권 2008년 6월 25일
- 제 2 권 2008년 7월 23일
- 제 3 권 2008년 8월 20일
- 제 4 권 2008년 9월 24일
- 제 5 권 2008년 10월 22일
- 제 6 권 2008년 11월 26일

## CD

### 사운드 트랙
극장판
- 극장판 xxxHOLiC 한여름 밤의 꿈 오리지널 사운드 트랙 (사이토 츠네요시)

애니메이션
- xxxHOLiC SOUNDFILE (S.E.N.S Project)

### 드라마 CD
- 사립 호리츠바 학원

《츠바사 -RESERVoir CHRoNiCLE-》과 연계한 드라마 CD
- 시미누키

초회한정판 《XXXHOLiC》 13권 오리지널 드라마 CD
류키시 07의 사운드 노벨 《쓰르라미 울적에》와 연계된 요소가 있다.

## 게임
《xxxHOLiC ~와타누키의 이자요이소와~》2007년 8월 9일 발매. 플레이 스테이션 2용 소프트.

## 인터넷 라디오
《RADIO xxxHOLiC◆계》
- 진행: 오오하라 사야카(이치하라 유코 역), 키쿠치 미카(모코나 역)
- 방송 사이트: 온센
- 방송 기간: 2008년 6월 6일 ~ 2008년 8월 15일 (격주 금요일 방송)
- 게스트

코지마 카즈코 (마루 역) : 제 2 화
나카이 카즈야 (도메키 시즈카 역) : 제 3 화
후쿠야마 쥰 (와타누키 키미히로 역) : 제 4 화
히다카 리나 (츠유리 코하네 역) : 제 5 화